# Nadarzyn (gmina)
Nadarzyn (do 1952 gmina Młochów) – gmina wiejska w województwie mazowieckim, w powiecie pruszkowskim. W latach 1975–1998 gmina położona była w województwie warszawskim.
Siedzibą gminy jest Nadarzyn.
Według danych z 2024 gminę zamieszkiwało 18 761 osób.

## Geografia
Gmina Nadarzyn ma obszar 73,4 km², w tym:
- użytki rolne: 60%
- użytki leśne: 18%

Użytki rolne przeważają na południu gminy. Większość gleb gminy to gleby IV i V klasy. Większość gospodarstw rolnych to drobne gospodarstwa (1 do 5 ha).
Największy kompleks leśny gminy to Lasy Młochowskie, które są położone na południowym zachodzie gminy. Na ich terenie zostały utworzone dwa rezerwaty przyrody: Młochowski Łęg (12 ha) i Młochowski Grąd (27 ha).
Gmina stanowi 29,8% powierzchni powiatu.

## Demografia
Dane za 2024 rok:
| Opis                              | Ogółem | Ogółem | Kobiety | Kobiety | Mężczyźni | Mężczyźni |
| --------------------------------- | ------ | ------ | ------- | ------- | --------- | --------- |
| jednostka                         | osób   | %      | osób    | %       | osób      | %         |
| populacja                         | 18761  | 100    | 9556    | 50,9    | 9205      | 49        |
| gęstość zaludnienia (mieszk./km²) | 255,6  | 255,6  | 130,2   | 130,2   | 125,41    | 125,41    |

Piramida wieku mieszkańców gminy Nadarzyn w 2024 roku.

## Infrastruktura

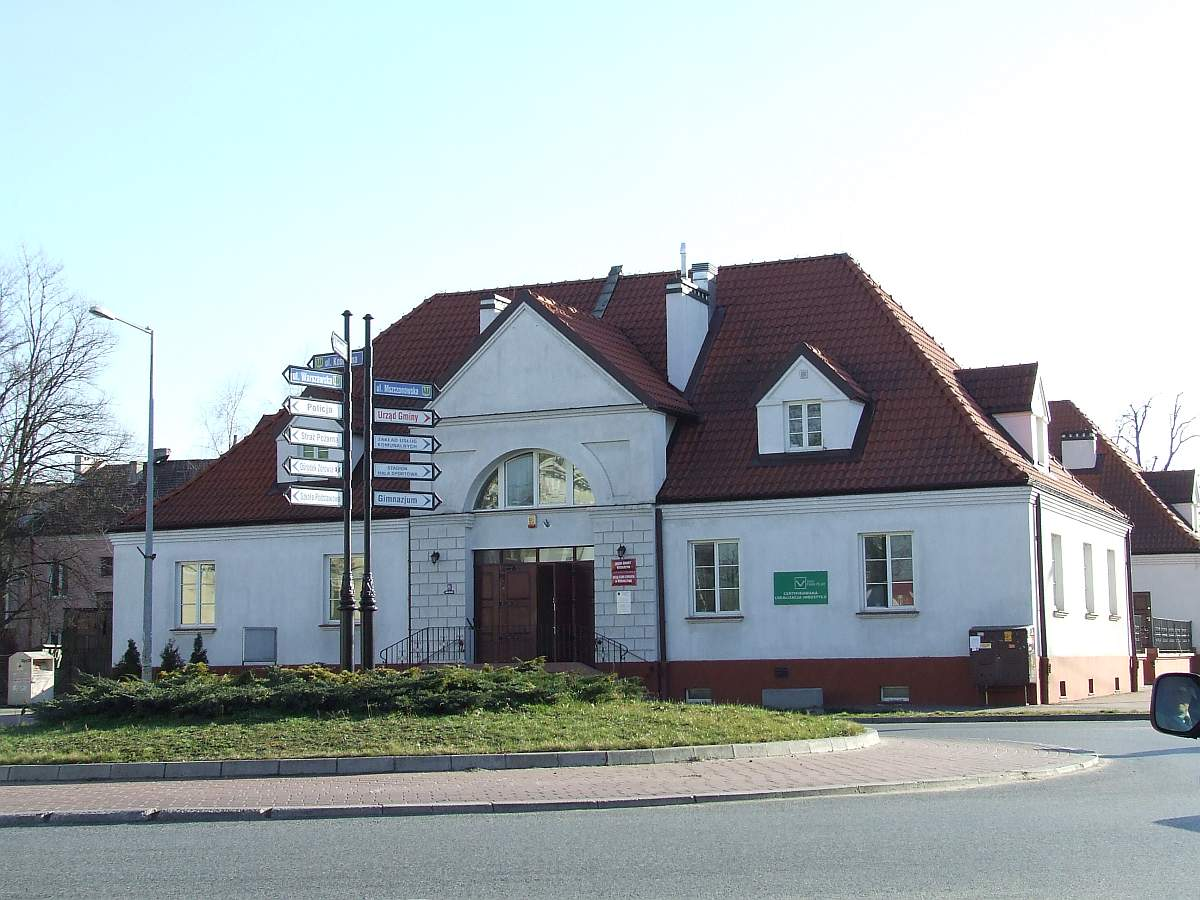
Ośrodek kultury w Nadarzynie

Przez teren gminy Nadarzyn przebiegają droga krajowa nr 8 (gierkówka), droga wojewódzka nr 720 i droga wojewódzka nr 721, oraz 43 km dróg powiatowych i 161 km dróg gminnych. Na terenie wszystkich sołectw gminy jest sieć gazowa i wodociągowa. Na terenie gminy jest 5 oczyszczalni ścieków.

## Atrakcje turystyczne
- Rezerwat przyrody Młochowski Łęg
- Rezerwat przyrody Młochowski Grąd
- Kościół św. Klemensa w Nadarzynie
- Pałac w Młochowie z początku XIX wieku
- Pałac w Rozalinie

## Sołectwa
Kajetany, Krakowiany, Młochów (Młochów i Żabieniec), Nadarzyn (Nadarzyn I, Nadarzyn II), Parole, Rozalin, Rusiec, Stara Wieś, Strzeniówka, Szamoty, (Urzut i Kostowiec), Walendów, Wola Krakowiańska, Wolica

## Sąsiednie gminy
Brwinów, Grodzisk Mazowiecki, Lesznowola, Michałowice, Podkowa Leśna, Raszyn, Tarczyn, Żabia Wola

## Miasta partnerskie
- Trevi nel Lazio  Włochy